# Dilek Mayatürk-Yücel

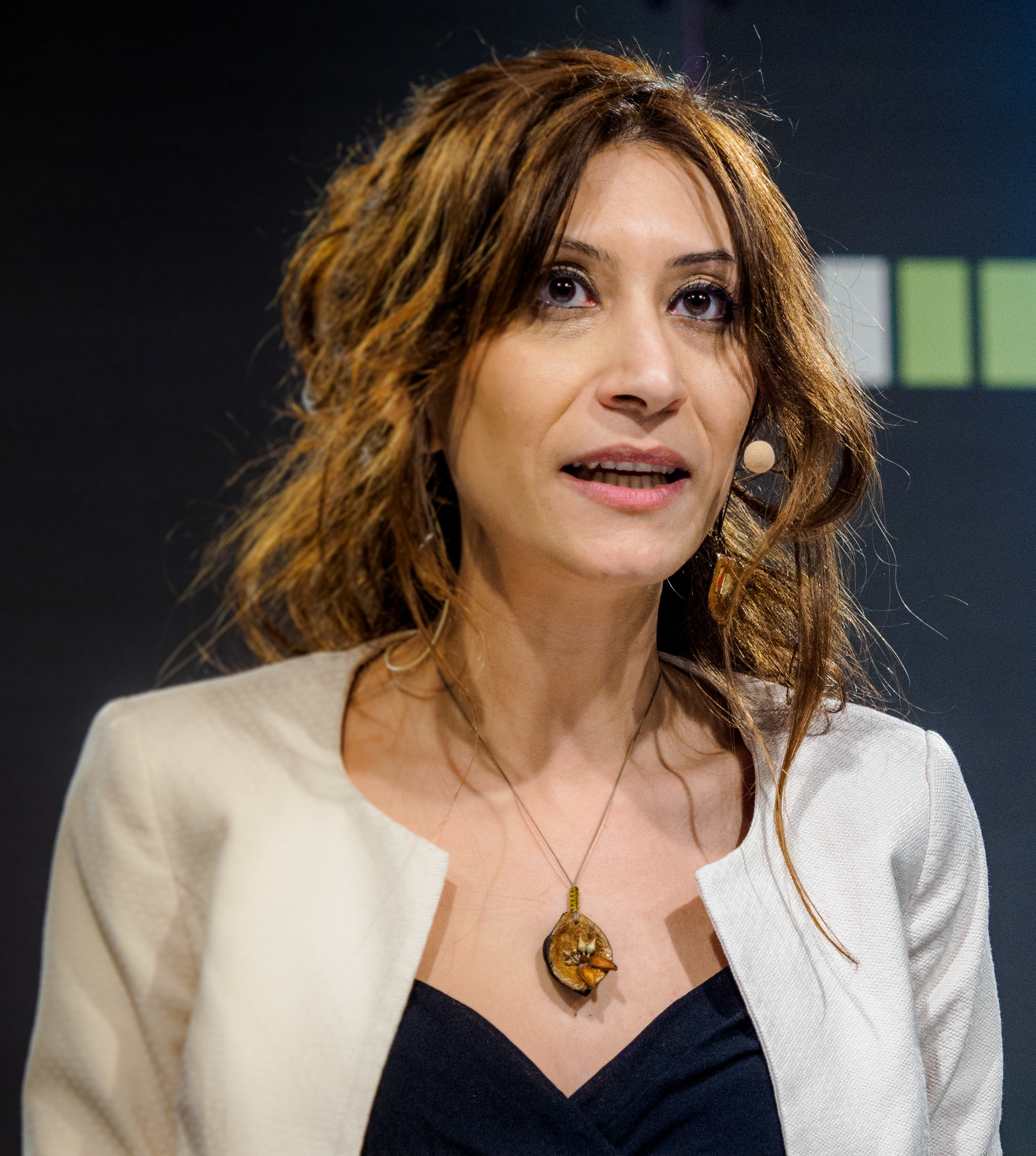
Dilek Mayatürk-Yücel, 2021

Dilek Mayatürk-Yücel (anhörenⓘ; * 26. Juli 1986 in Istanbul) ist eine deutsch-türkische Dokumentarfilmproduzentin und -autorin sowie Lyrikerin.

## Werdegang
Mayatürk studierte u. a. in Klagenfurt. Ihre filmischen Arbeiten wurden im türkischen Fernsehen verbreitet, zum Beispiel auf TRT und İZ TV, aber auch auf Filmfestivals gezeigt. Außerdem erschien, nachdem sie 2010 als Lyrikerin beim Cahit-Sıtkı-Tarancı-Preis ausgezeichnet wurde, ein Gedichtband Mayatürks sowie ein Album, auf dem sie gemeinsam mit dem bekannten türkischen Künstler Uğur Polat als Interpretin eigener Gedichte in Erscheinung tritt.
Am 12. April 2017 heiratete Mayatürk den deutsch-türkischen Journalisten und Publizisten Deniz Yücel, der sich zu diesem Zeitpunkt in türkischer Untersuchungshaft befand. 
Sie ist Mitgründerin des PEN Berlin.

## Filmografie

### 9 Sıcak Nokta Belgesel Kuşağı
- Karçal: Kuzeyin Çığlığı - Erkan Can ile Karçal Dağları – 2011
- İbradı Akseki: Güney Sığınak - Olgun Şimşek ile İbradı-Akseki – 2011
- Baba Dağı: Zirvedeki Tehdit - Uğur Polat ile Baba Dağı – 2011
- Yeşil Küre: Hakan Gerçek ile Küre Dağları – 2011
- Fırtınalı Vadi: Şevval Sam ile Fırtına Vadisi – 2011
- Amanoslar: Güneyin Yaban Yüzü - Güven Kıraç ile Amanos Dağları – 2011
- Datça Bozburun: Rüzgarlı Diyarlar - Pelin Batu ile Datça – 2011
- İstanbul Ormanları Nerede? - Mehmet Aslantuğ ile İstanbul Ormanları – 2011
- Orman Denizi: Yenice - Serhat Tutumluer ile Yenice Ormanları – 2011

### Festival Mevsimi Belgesel Kuşağı
- Caz Saati – 2011
- Vakit Aspendos Vakti – 2011
- Kale’de Festival Vakti – 2011
- İstanbul’un Sol Anahtarı – 2011
- Sonbaharda Piyano Sesleri – 2011
- Derin Nefes: Mercan Dede’nin müzikal yolculuğu – 2011

### Weitere
- Mühr-ü İstanbul - Ressam Hasan Kale ile İstanbul – 2010
- Aklın Mahzeni: Rüyalar – 2010*
- Van’ın Renkli Gözleri - Van Kedisi – 2010
- En Hızlı Saraylı - Eskişehir tazısı – 2010
- Bin Söz Bir Ses - Mardin’de Reyhani Müziği – 2010
- Küre: Doğaya Saygı - Küre Dağları – 2010
- Zevk-ü Sefa İstanbul - Tarabya – 2009
- Orta Şekerli Bol Köpüklü – 2009
- İyot Kokulu Sofra - Cunda – 2009
- Gökçeada’da Saklı Mutfak – 2009
- Sur İçinde Bir Kumsal - Samatya – 2009
- Masal Köyler (Çengelköy) - Kandilli – 2009
- Fotoğraftan Kent - Mardin – 2009
- Fenerin Işığında: Ayastefanos - Yeşilköy – 2009
- Çikolata Kaymak - Maraş Dondurması – 2009
- Yaşamın İzinden Portreler: Müjdat Gezen – 2009
- Yaşamın İzinden Portreler: Levent Kırca – 2009
- Usta Ellerin Mutfağı: Mengen – 2009
- Mavi Rüya: Marmaray – 2009
- Pul: Bir Kültür Fragmanı – 2009
- Ayrı (k Akıl) - Şizofreni – 2008
- Adada Yankılanan Ses - Sait Faik Abasıyanık belgeseli – 2008
- Boğazın İncileri - Bebek, Aşiyan – 2008
- Çerkes Sofrası - Adapazarı çerkes yemekleri – 2008
- Bir Akıl Hocası: Mazhar Osman – 2008
- Çırağı Olmayan Usta Eller – 2008

## Gedichtbände
- Cesaret Koleksiyonu (dt. „Mutsammlung“), Gedichte 2014
- Brache, Gedichte, aus dem Türkischen übersetzt von Achim Wagner, 2020[3]